# Армянская евангелистская церковь
Армянская евангелистская церковь, АЕЦ (арм. Հայ Ավետարանական Եկեղեցի, ՀԱԵ) — одна из армянских церквей, учреждённая в Константинополе в 1846 году.

## История
В XIX веке Константинополь переживал резкий подъём духовной и интеллектуальной жизни. Это подтолкнуло многих к изучению Библии. Под патронажем Константинопольского патриархата ААЦ представителем городской интеллигенции Григором Пешдималджяном была открыта школа, основная цель которой заключалась в подготовке квалифицированных священнослужителей для Армянской Апостольской Церкви.
В результате этого в константинопольском обществе был сформирован «Пиетистский союз», члены которого проводили встречи для изучения Библии. В ходе таких встреч были подняты вопросы о традициях и обычаях Армянской Апостольской Церкви, которые, по их мнению, не соответствовали Библии.
Такое мнение об учении и практике ААЦ столкнулось с её жёстким ответом, в результате чего новоопределившиеся евангелисты вышли из Армянской Апостольской Церкви и в 1846 году официально зарегистрировали свою Армянскую Евангелистскую Церковь.
В начале XXI века Армянская Евангелистская Церковь имела около 100 приходов в таких странах, как Армения, Аргентина, Австралия, Бельгия, Бразилия, Болгария, Канада, Кипр, Египет, Англия, Франция, Грузия, Греция, Иран, Ирак, Ливан, Сирия, Турция, Уругвай и США.

## Объединения
Армянская евангелистская церковь имеет свои церковные союзы в различных странах:
- Союз армянских евангелистских церквей на Ближнем Востоке(1924)
- Армянский евангелистский союз Северной Америки (1971)
- Армянский евангелистский союз Франции (1924)
- Союз армянских евангелистских церквей Армении (1995)
- Армянский евангелистский союз Евразии (1995)
- Союз армянских евангелистских объединений Болгарии (1995)
- Армянский евангелистский союз Европы

## Храмы
На территории Республики Армения есть 1 Армянская Евангелистская Церковь и 50 молитвенных домов.
По данным на 2003 год в армянской диаспоре активно действовали три армянских евангелических союза:
- Ближнего Востока (создан в 1924 году, центр — Бейрут, охватывает 11 церквей Сирии, 6 — Ливана, 3 — Ирана, 3 — Турции, 2 — Греции, 1 — Египта),
- Франции (создан в 1927 году, правительство признало в 1946 г., центр — Париж, 14 церквей),
- Северной Америки (создан в 1971 году, центр — Нью-Джерси, охватывает 20 и 4 Армянские евангелические церкви США и Канады соответственно).

Армянские Евангелические Церкви есть также в Буэнос-Айресе, Сан-Пауло, Монтевидео, Лондоне, Брюсселе, Софии, Сиднее, не входящие ни в один союз.